# Robin Stolle
Robin Stolle (* 3. August 2000) ist ein deutscher Volleyballspieler.

## Karriere
Stolle spielte in seiner Jugend beim TV Bühl. Am 5. Mai 2019 konnte er sich im Finale der deutschen U20-Meisterschaft in der heimischen Neuen Sporthalle gemeinsam mit Christian Weimann, Eric Storz, Leon Meier, Philipp Oster, Jonas Treder und Simon Gallas gegen den Schweriner SC durchsetzen. Von September 2017 bis August 2019 war er Nachwuchsmitglied des Kaders des TV Bühl und dort in der 2. Männermannschaft tätig. Von 2019 bis 2021 spielte er beim Zweitligisten Baden Volleys SSC Karlsruhe. Anschließend wechselte er zurück zum TV Bühl, mit dem er 2023 in die 2. Bundesliga Süd aufstieg.